# Compsognathus longipes
Compsognathus longipes ("con mandíbula elegante y pies largos") es la única especie conocida del género extinto Compsognathus de dinosaurio terópodo compsognátido, que vivió a finales del período Jurásico Superior, hace 150 millones de años, en el Titoniano, en lo que hoy es Europa. Los paleontólogos han encontrado dos fósiles bien preservados, uno en Alemania en 1850 y el segundo en Francia, casi un siglo después. Muchas presentaciones populares describen Compsognathus como un dinosaurio del tamaño de un gallo, debido a lo pequeño del espécimen alemán, que ahora se reinterpreta como una forma juvenil de la misma especie que el ejemplar francés, un adulto de mayor tamaño. Compsognathus es uno de los pocos dinosaurios para los cuales la dieta se sabe con certeza: los restos de ágiles lagartos pequeños se preservan en los vientres de ambos especímenes. Los fósiles de dientes descubiertos en Portugal pueden ser asignados al género.
Aunque no fuera reconocido como tal en el momento de su descubrimiento, Compsognathus es el primer dinosaurio conocido con un esqueleto bastante completo. Hoy, Compsognathus longipes es la única especie reconocida, aunque se creyó que el espécimen más grande descubierto en Francia en la década de 1970, podía representar una nueva especie separada, C. corallestris. Hasta la década de 1990, Compsognathus era el dinosaurio más pequeño conocido y el pariente conocido más cercano del ave primitiva Archaeopteryx.

## Descripción

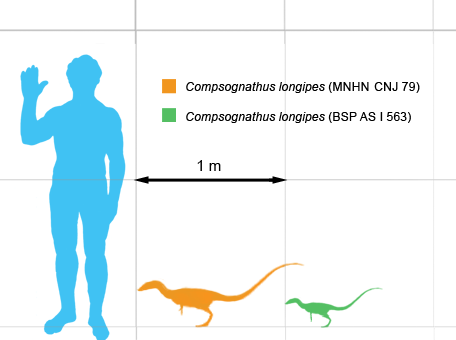
C.longipes medía alrededor de un metro de longitud.

Durante décadas, Compsognathus fue famoso por ser el dinosaurio más pequeño conocido; los especímenes recolectados miden alrededor de un metro de longitud. Sin embargo, dinosaurios posteriormente descubiertos, como Caenagnathasia, Microraptor y Parvicursor, fueron incluso más pequeños. Se estima que Compsognathus pesaba cerca de 3 kg.
Compsognathus fue un animal pequeño y bípedo con largas patas traseras y una cola alargada, que utilizaba para mantener el equilibrio durante la locomoción. Los miembros delanteros eran más pequeños que los traseros y estaban provistos  de garras equipadas con tres dedos de fuertes uñas adaptadas para capturar presas. Su delicado cráneo era estrecho y largo, con un hocico puntiagudo. El cráneo tenía 5 pares de fenestras, aberturas craneales, siendo las más largas las órbitas oculares, donde se encuentran los ojos en el animal vivo. Los ojos eran grandes en proporción al resto del cráneo.
La mandíbula inferior era delgada y carecía de fenestras mandibulares, hoyos en la parte baja de la mandíbula comúnmente vistos en arcosaurios. Los dientes eran pequeños pero afilados, compatibles con su dieta de pequeños vertebrados y posiblemente otros animales pequeños, como insectos. Sus dientes vistos de frente, los del premaxilar, no eran aserrados, a diferencia de los que estaban más atrás en la mandíbula. Los científicos han usado estas características dentales para identificar a Compsognathus y a sus parientes más cercanos. Reisdorf y Wuttke en 2012 describieron los fenómenos tafonómicos del espécimen alemán de Compsognathus.
El espécimen de Compsognathus descubierto en Alemania en el siglo XIX presentaba solo dos dígitos en cada extremidad anterior, lo que llevó a los científicos a concluir que así era en la criatura en la vida. Sin embargo, el fósil descubierto más tarde en Francia reveló que la mano tenía tres dígitos, similar a otros miembros de los otros géneros compsognátidos. La fosilización del Compsognathus alemán simplemente no había preservado las manos del espécimen por completo. Bidar supuso que el espécimen francés tenía manos palmeadas, que se verían como aletas en la vida. En el libro de 1975 "La evolución y la ecología de los dinosaurios", L. B. Halstead describe al animal como un dinosaurio anfibio capaz de alimentarse de presas acuáticas y de nadar fuera del alcance de los grandes depredadores. Ostrom desacreditó esta hipótesis al demostrar de manera concluyente que el espécimen francés era casi idéntico al espécimen alemán en todos los aspectos, excepto en su tamaño. Peyer confirmó estas conclusiones.

### Tegumento
La evidencia de especies relacionadas sugiere que el cuerpo podría haber estado cubierto con estructuras parecidas a plumas. Algunos parientes de Compsognathus, como Sinosauropteryx y Sinocalliopteryx, han conservado con los restos de plumas simples que cubren el cuerpo, promoviendo que algunos científicos sugieran que Compsognathus podría haber sido emplumado de forma similar. En consecuencia, muchas representaciones de Compsognathus lo muestran con cubiertas de protoplumas suaves. Sin embargo, no se han conservado plumas ni envolturas similares a plumas con los fósiles de Compsognathus, a diferencia del Archaeopteryx, que se encuentran en los mismos sedimentos. Karin Peyer, en 2006, informó impresiones cutáneas preservadas en el lado de la cola comenzando en la decimotercer vértebra de la cola. Las impresiones mostraban pequeños tubérculos llenos de baches, similares a las escamas que se encuentran en la cola y las patas traseras de Juravenator. Von Huene había informado sobre escamas adicionales en 1901, en la región abdominal del Compsognathus alemán, pero posteriormente Ostrom refutó esta interpretación. En 2012 fueron por Achim Reisdorf visto como placas de adipocira, cera de cadáver.
Al igual que Compsognathus, ya diferencia de Sinosauropteryx, un parche de piel fosilizada de la cola y la extremidad posterior del posible relativo Juravenator starki muestra principalmente escamas, aunque hay algunos indicios de que plumas simples también estaban presentes en las áreas preservadas. Esto puede significar que una cubierta de plumas no era omnipresente en este grupo de dinosaurios.

## Descubrimiento e investigación

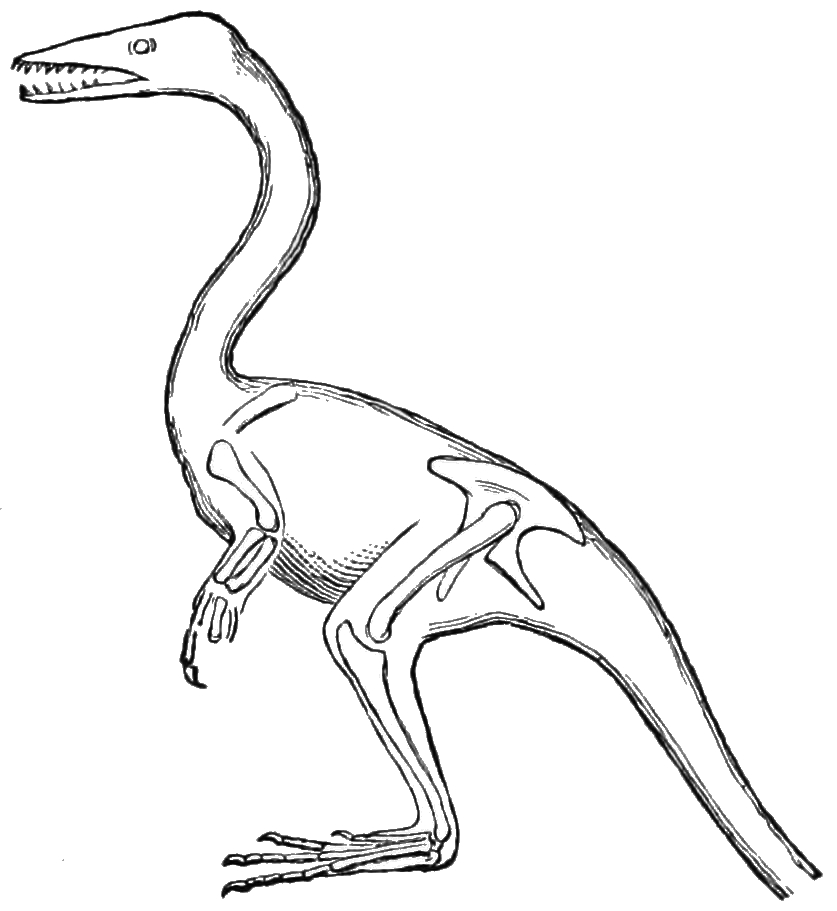
Fósiles de un espécimen de Compsognathus del libro La ciencia popular mensual (1877).

A Compsognathus se le conocen dos esqueletos casi completos, uno en Alemania que es de 85 cm de largo, y otro en Francia, de 155 cm. Durante casi un siglo, Compsognathus fue el único terópodo pequeño bien conocido. Esto llevó a comparaciones con Archaeopteryx y a sugerencias de una relación con las aves. Incluso Compsognathus y Archaeopteryx, despertaron interés en Huxley en el origen de las aves. Los dos animales comparten muchas similitudes en forma, tamaño y proporciones; de hecho, un fósil sin plumas preservadas de Archaeopteryx fue durante muchos años mal-identificado como un ejemplar de Compsognathus. Muchos otros dinosaurios, incluyendo Deinonychus, Oviraptor y Segnosaurus, son ahora conocidos como parientes cercanos de las aves.

### Descubrimiento

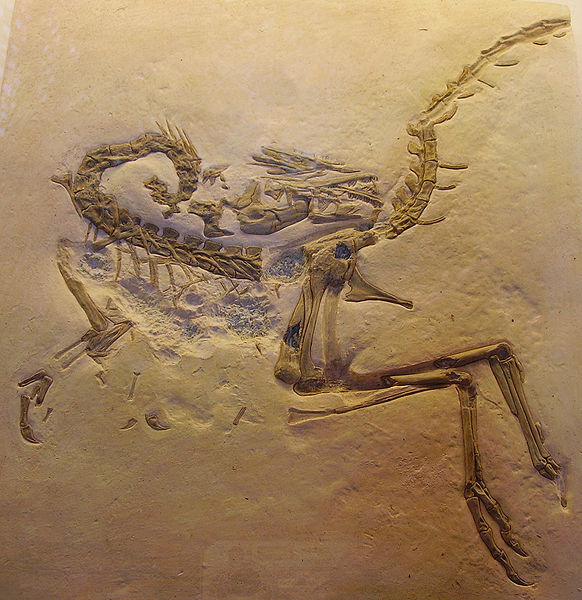
Joseph Oberndorfer descubrió este fósil de Compsognathus en Baviera, Alemania, en la década de 1850. Se muestra aquí un modelo en el Museo de Historia Natural de la Universidad de Oxford.

El médico y coleccionista de fósiles Joseph Oberndorfer descubrió el espécimen alemán, BSP AS I 563, en los depósitos de caliza litográfica de Solnhofen en la región Riedenburg-Kelheim de Baviera durante la década de 1850. La piedra caliza del área de Solnhofen ha producido también fósiles bien preservados como Archaeopteryx, con impresiones de plumas, y algunos pterosaurios con marcas de sus membranas alares que datan de la época Titoniense temprana. Johann A. Wagner describió al espécimen brevemente en 1859 y de forma más detallada en 1861, cuando utilizó y acuñó el término Compsognathus longipes. El nombre del género proviene del griego kompsos/κομψος, "elegante", "refinado" o "delicado" y gnathos/γναθος; "mandíbula", el de la especie viene del latín y significa  "patas largas". principios de 1868, Thomas Huxley planteó la hipótesis de que el espécimen estuvo estrechamente relacionado con los dinosaurios, y en 1896, Othniel Marsh reconoció al fósil como un auténtico miembro del grupo. John Ostrom redescribió la especie a fondo en 1978, haciendo al dinosaurio uno de los terópodos pequeños mejor conocidos hasta la actualidad. El espécimen alemán está en exposición en el Bayerische Staatsammlung für Paläontologie und historische Geologie (Instituto del Estado Bavárico para Paleontología y Geología Histórica), en Múnich, Alemania.

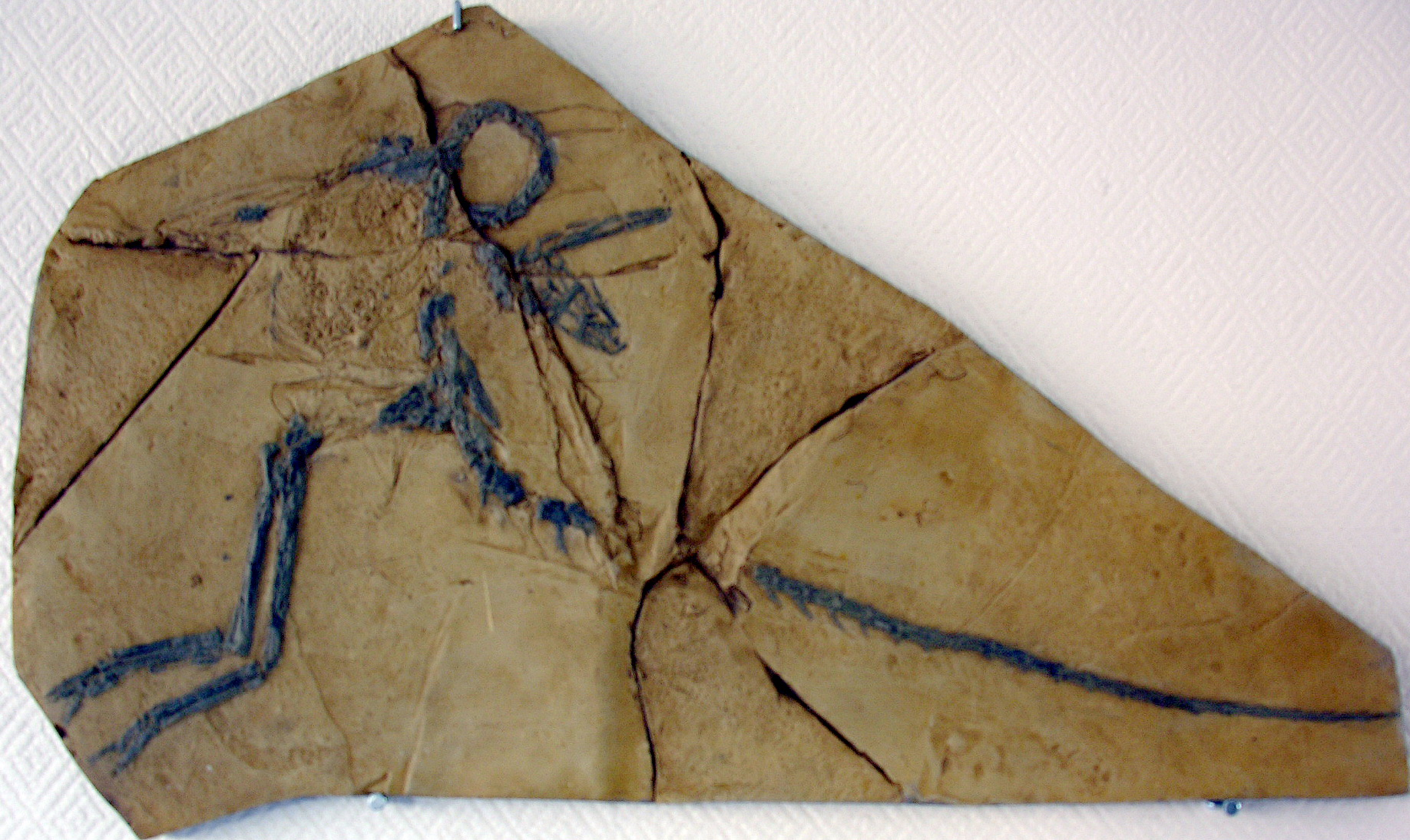
El fósil de Compsognathus de Canjuers, Francia.

El más grande espécimen francés, MNHN CNJ 79, fue descubierto en 1972 en la caliza litográfica de Portland de Canjuers cerca de Niza al sureste de Francia. Data también de comienzos del Titoniense. Aunque Bidar originalmente describió al espécimen como una especie separada llamada Compsognathus corallestris, Ostrom, Michard y otros lo han renombrado como otro ejemplar de Compsognathus longipes. Quimby identificó al espécimen alemán más pequeño como un juvenil de la misma especie. En 1983, el Muséum national d'histoire naturelle de París, adquirió el fósil del Compsognathus francés, Michard lo estudió ahí completamente.
El colector Heinrich Fischer había etiquetado originalmente un pie parcial, también de Solnhofen, como perteneciente a un Compsognathus. Aunque esta identificación fue rechazada por Wilhelm Barnim Dames en 1884, Friedrich von Huene, sin embargo, en 1925 remitió provisionalmente el espécimen a Compsognathus. Sin embargo, el estudio de Ostrom de 1978 ha desmentido esto. Jens Zinke en 1998 asignó al género cuarenta y nueve dientes de la formación Guimarota del Kimmeridgiense de Portugal. Estos no son idénticos a los de C. longipes, aserrados en el borde delantero, pero debido a las similitudes generales en la forma fueron referidos a Compsognathus sp..
En 1997, Virginia Morell cambió el nombre de una forma china relacionada, Sinosauropteryx prima, por Compsognathus prima, aunque esto no ha encontrado una aceptación general.

## Clasificación

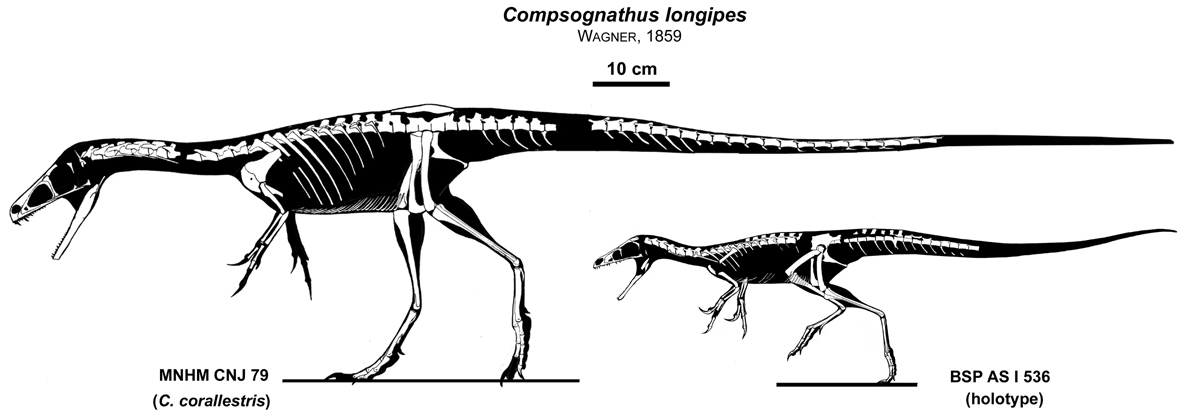
Siluetas del material holotipo de Compsognathus longipes junto al sinónimo Compsognathus corallestris.

Compsognathus le da su nombre a la familia Compsognathidae, un grupo compuesto mayoritariamente por pequeños dinosaurios de finales del Jurásico y comienzos del Cretácico de China, Europa y Sudamérica. Durante muchos años este fue el único miembro conocido; sin embargo, en décadas recientes, los paleontólogos han descubierto varios géneros relacionados. El clado incluye a Aristosuchus, Huaxiagnathus, Mirischia, Sinocalliopteryx, Sinosauropteryx, y tal vez Juravenator y Scipionyx. Inicialmente, Mononykus fue propuesto como un miembro de esta familia, pero finalmente fue rechazado por Chen y coautores en un artículo publicado en 1998; consideraron a las similitudes entre Mononykus y los compsognátidos como un ejemplo de evolución convergente. La posición del Compsognathus y sus parientes dentro del grupo de celurosaurios es incierta. Algunos autores, como el experto en terópodos Thomas Holtz Jr. y los coautores Ralph Molnar y Phil Currie en el texto del 2004 The Dinosauria, sostienen que la familia es la más ancestral entre los celurosaurios, mientras otros autores defienden que forma parte de Maniraptora.

## Paleobiología
En un estudio realizado en 2001 por Bruce Rothschild y colegas, se examinaron nueve huesos de los pies referidos a Compsognathus en busca de signos de fractura por estrés, pero no se encontraron ninguno.

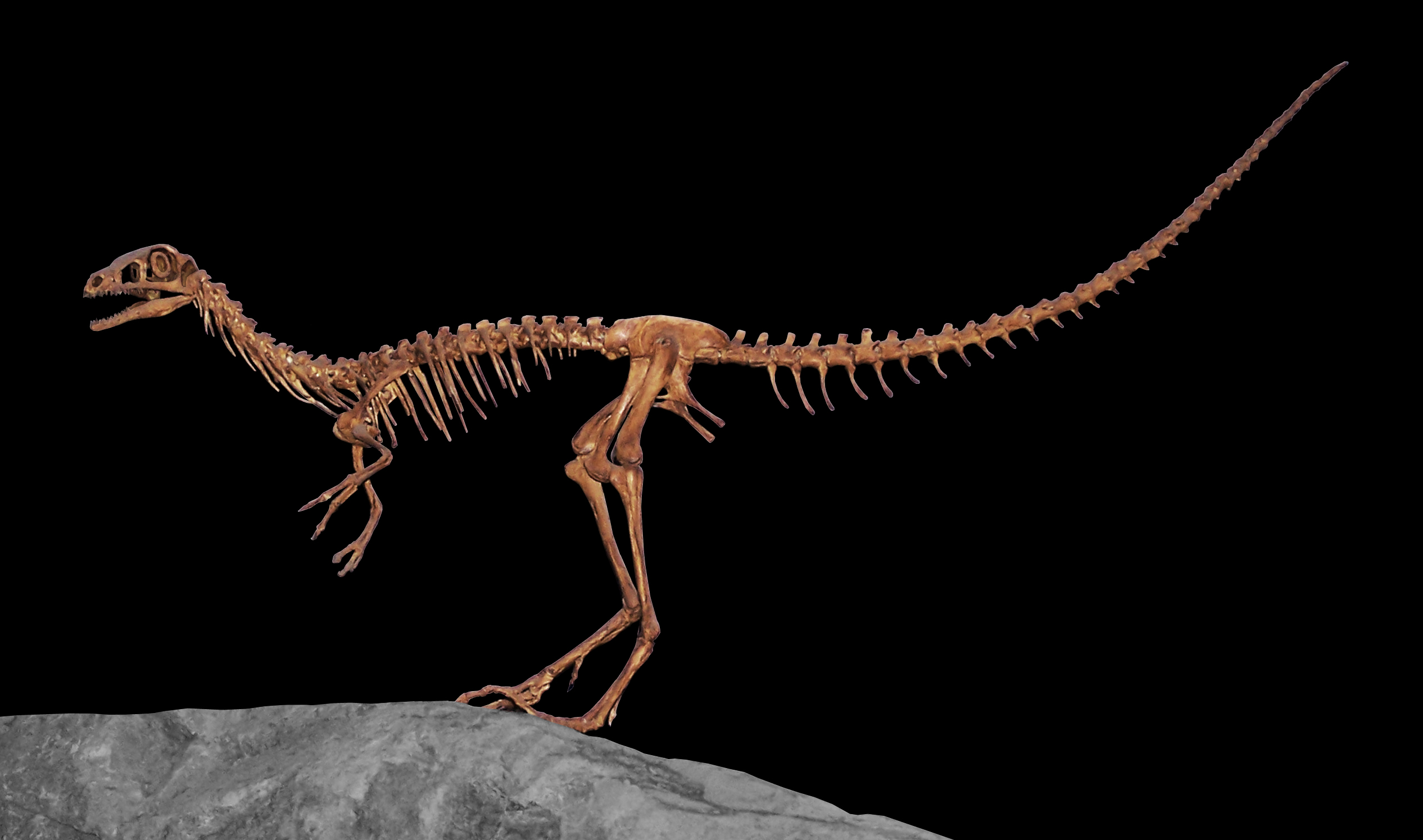
Esqueleto de Compsognathus.

### "Manos"

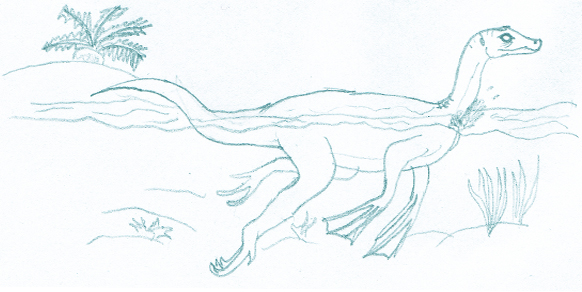
En un principio se creía que el Compsognathus corallestris había tenido aletas en las patas delanteras, con las cuales llevaba una vida anfibia. Pero estudios recientes del esqueleto desaprueban esta hipótesis.

El espécimen de Compsognathus descubierto en Alemania en el siglo XIX muestra solamente dos dedos en cada miembro delantero, llevando a los científicos a la conclusión de que esa era su anatomía en vida. Sin embargo, el fósil descubierto posteriormente en Francia reveló que las manos tenían tres dedos, similares a otros compsognátidos. La fosilización del espécimen alemán simplemente no preservó los dedos del espécimen francés. Bidar supuso que el espécimen francés tuvo dedos palmeados, los cuales se han de haber visto como aletas en vida. En el libro de 1975 La Evolución y Ecología de los Dinosaurios, L. B. Halstead representaba al animal como un dinosaurio-anfibio capaz de alimentarse de presas acuáticas y nadar fuera del alcance de grandes predadores. Ostrom ridiculizó esta hipótesis al mostrar que el espécimen francés fue casi idéntico al espécimen alemán en todos los aspectos excepto en el tamaño. Peyer confirmó estas conclusiones.

### Alimentación

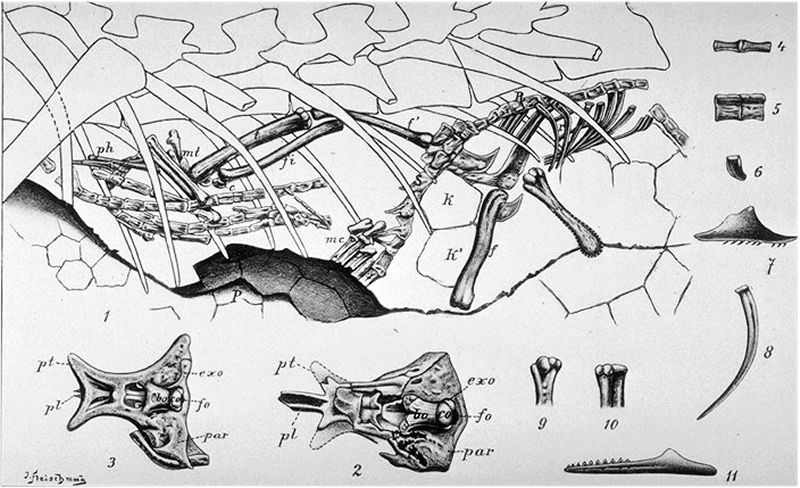
Está ilustración de 1903 por Nopsca muestra el contenido estomacal del espécimen alemán de Compsognathus.

Los restos de un lagarto en la cavidad torácica del espécimen alemán muestran que este animal se alimentaba de pequeños vertebrados. Marsh, quien examinó el espécimen en 1881, creyó que este pequeño esqueleto dentro de la región estomacal del fósil era un embrión, pero en 1903, Franz Nopcsa concluyó que era un lagarto. Ostrom identificó los restos provenientes de un lagarto del género Bavarisaurus, concluyendo que fue un corredor rápido y ágil debido a su larga cola y a las proporciones de los miembros (según un estudio posterior hecho con simulaciones biomecánicas por Bill Sellers y el paleontólogo Philip Manning llevadas a cabo mediante ordenador en la universidad inglesa de Mánchester y publicado en el boletín Proceedings of the Royal Society, donde aseguran que es el bípedo más rápido hasta ahora conocido, pudiendo alcanzar una velocidad máxima cercana a los 64 km/h). Esto condujo concluir que su depredador, Compsognathus, tuvo que tener una visión aguda y la habilidad para acelerar cien metros en poco más de seis segundos para poder alcanzar al lagarto. Bavarisaurus está en una sola pieza, indicando que Compsognathus debió haber tragado a su presa entera. Los contenidos gástricos del espécimen francés consisten en lagartos o esfenodóntidos sin identificar.

### Reproducción
Unos excavadores descubrieron huevos de 10 mm de diámetro cerca de los restos fósiles del ejemplar alemán. En 1901, Friedrich von Huene interpretó aquello como osificaciones dermales. Griffiths los redescribió como huevos inmaduros en 1993. Sin embargo, investigadores posteriores han dudado de su asignación al género porque los encontraron fuera de la cavidad del cuerpo del animal. Un fósil bien preservado de Sinosauropteryx, un género relacionado con Compsognathus, muestra dos oviductos que contienen dos huevos sin haber sido puestos. Estos huevos, proporcionalmente más grandes y menos numerosos del Sinosauropteryx, generan aún más dudas en la identificación original de los huevos de Compsognathus.

### Plumas y la conexión con las aves
Ninguna pluma ni estructura similar se ha preservado en fósiles de Compsognathus, en contraste con Archaeopteryx, el cual ha sido hallado en los mismos sedimentos; así, muchas representaciones de Compsognathus lo muestran sin plumas. Von Huene notificó la presencia de un parche fosilizado de piel en la región abdominal del compsognato alemán, pero Ostrom luego lo refutó. Parientes del Compsognathus, como Sinosauropteryx y Sinocalliopteryx, han sido preservados con restos de plumas sencillas cubriendo el cuerpo a modo de pelaje, indicando que Compsognathus debió haber poseído plumaje de manera similar. En contraste, un parche de piel fosilizada de la cola y el miembro delantero de otro género de presunto compsognátido, Juravenator, solamente muestra escamas, sin ningún indicio de haber presentado plumas en áreas preservadas. Esto puede significar que la cubierta de plumas no era total en este grupo de dinosaurios, aunque una nueva evaluación llevada a cabo por Butler y Upchurch ha puesto en duda la asignación del Juravenator en la misma familia que el compsognato.

## Paleoecología
Durante el Jurásico superior, Europa fue un archipiélago seco y tropical en el borde del Mar de Tetis. La fina piedra caliza en la cual se hallaron los esqueletos de Compsognathus, tienen su origen en la calcita proveniente de las conchas de organismos marinos. Tanto el área de Solnhofen como Canjuers, donde se conservaron los Compsognathus, se encontraban situadas entre playas y arrecifes de coral de las islas europeas del Jurásico en el Mar de Tetis. Algunos contemporáneos del compsognato, incluyen al ave primitiva Archaeopteryx y a los pterosaurios Rhamphorhynchus y Pterodactylus. Los mismos sedimentos en los cuales el compsognato se ha preservado también contienen fósiles de diversos animales marinos como peces, crustáceos, equinodermos y moluscos, confirmando el hábitat costero de este terópodo. No se ha encontrado otro dinosaurio en asociación con Compsognathus, lo que indica que éste pudo ser de hecho el mayor depredador terrestre en estas islas.

## En la cultura popular

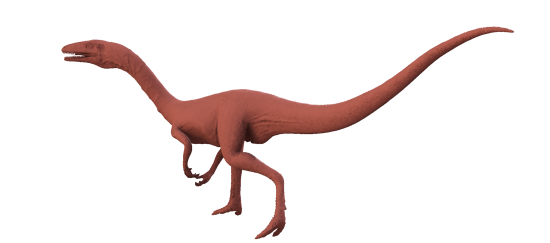
Reconstrucción 3D de un Compsognathus.

En los libros para niños sobre dinosaurios aparece comúnmente el Compsognathus. Durante mucho tiempo fue único como dinosaurio de pequeño tamaño, pues la mayoría de los otros dinosaurios pequeños fueron descubiertos y descritos un siglo después o más tarde.
Aparecen en la serie fílmica Parque Jurásico, donde se les llama simplemente como "compis", y a pesar de que son dinosaurios pequeños, son igual de peligrosos, pues atacan en manadas. En la novela original de Michael Crichton, unos Compsognathus atacan a un grupo de niños pequeños al inicio, y se menciona que el personaje de John Hammond muere a manos de estas criaturas. En las películas, aparecen en El mundo perdido: Parque Jurásico atacando a una niña al inicio, luego durante la expedición en la isla Sorna, el cazador Dieter Stark se encuentra con estos pequeños dinosaurios en la jungla, pero al no poder escapar de un grupo de ellos es atacado y muere despedazado a mordidas. Al morir, este último grita en sueco.